# Попышово
Попышо́во — деревня в Вачском районе Нижегородской области. Входит в состав городского поселения Рабочий посёлок Вача.

## История
Деревня впервые упоминается в окладных книгах 1676 года в составе Вачского прихода, в ней было 20 дворов крестьянских и 3 человека захребетников.
В конце XIX — начале XX века деревня входила в состав Новосельской волости Муромского уезда Владимирской губернии. В 1859 году в деревне числилось 56 дворов, в 1905 году — 55 дворов, в 1926 году — 63 дворов.
С 1929 года деревня являлась центром Попышовского сельсовета Вачского района Горьковского края, с 1931 года — в составе Городищенского сельсовета, с 1936 года — в составе Горьковской области, с 1959 года — в составе Вачского поссовета, с 2005 года — в составе городского поселения Рабочий посёлок Вача.

## Население
| 1859 | 1905 | 1926 | 1999 | 2002 | 2010 |
| ---- | ---- | ---- | ---- | ---- | ---- |
| 299  | ↘269 | ↗319 | ↘45  | ↘37  | ↘25  |

## Известные уроженцы
- Пронин А. М. — видный советский военачальник, генерал-лейтенант (1945). Участник разработки операции по штурму Берлина. Член Коммунистической партии (РКП(б)) с 1918 года. Участник операции по аресту Лаврентия Берии. Депутат XIX и XX съездов коммунистической партии, депутат Верховного Совета РСФСР II-го и IV-го созывов.